# Andy Samberg
David A.J. (Andy) Samberg (Berkeley (Californië), 18 augustus 1978) is een Amerikaans acteur en komiek. Hij won in 2014 een Golden Globe voor zijn hoofdrol als Jake Peralta in de komedieserie Brooklyn Nine-Nine. Eerder won hij samen met Justin Timberlake, Jorma Taccone, Katreese Barnes, Asa Taccone en Akiva Schaffer een Primetime Emmy Award voor de muziek en tekst van het lied Dick in a Box, uitgevoerd in de sketchshow Saturday Night Live. Samberg maakte van 2005 tot en met 2013 deel uit van de cast van het programma. Tevens is hij lid van het komisch trio The Lonely Island.
Samberg trouwde in 2013 met harpiste Joanna Newsom. Het stel heeft samen twee dochters.

## Filmografie
*Exclusief televisiefilms en eenmalige gastrollen